# Тим Ериксон
Тим Карл Ериксон (швед. Tim Carl Erixon; рођен 24. фебруара 1991. у Порт Честеру, САД) професионални је шведски хокејаш на леду који игра на позицији одбрамбеног играча.
Тренутно наступа у редовима америчког тима Блу Џакетси из града Коламбуса у НХЛ лиги (од сезоне 2012/13). Раније је наступао у редовима екипе Шелефтеа у шведској СХЛ лиги. 
У дресу саниорске репрезентације Шведске освојио је две медаље на светским првенствима, и то сребро на СП 2011. у Словачкој и бронзу на СП 2014. у Минску.

## Клупска каријера
Тим Ериксон је рођен у маленом градиђу Порт Честер у америчкој савезној држави Њујорк 24. фебруара 1991. године пошто је његов отац Јан Ериксон у то време играо хокеј за екипу њујоршких Ренџерса. Породица се вратила у Шведску, у град Шелефтео 1992. где је његов отац у истоименом клубу окончао професионалну играчку каријеру. У шведском клубу Тим је по први пут почео да тренира хокеј на леду. Као и његов отац, и Тим је играо на позицији одбрамбеног играча.
Професионалну каријеру Ериксон почиње са свега 17 година у сезони 2007/08. током које је одиграо тек две утакмице за први тим екипе Шелефтеа. Највећи део те сезоне играо је у секцији за играче до 18 и до 20 година. Већ наредне сезоне постаје стандардним првотимцем своје екипе, а одличне партије које је пружао у швеској СХЛ лиги одвеле су га у пролеће 2009. на драфт НХЛ лиге. На поменутом драфту га је у првој рунди као укупно 23. пика одабрала екипа Калгари Флејмса.
И наредне две сезоне после драфта провео је у редовима Шелефтеа као стандардни првотимац, а сезону 2010/11. окончао је са титулом вицепрвака националне лиге Шведске. Међутим како Ериксон није желео да по окончању уговора са Шелефтеом потпише уговор са екипом Флејмса, екипа из Калгарије је како не би изгубила права на овог играча трејдовала Ериксона у редове Њујорк Ренџерса у јуну 2011. године, у замену за два пика Ренџерса са драфта 2011. и играча из омладинске школе.
Дебитантски наступ у НХЛ лиги забележио је на утакмици против Лос Анђелес Кингса играној 7. октобра 2011. у оквиру НХЛ турнеје по Европи (утакмица је играна у Шведској). Након тек 9 одиграних утакмица у дресу Ренџерса прослеђен је на позајмицу у филијалу њујоршког тима Конектикат вејлсе у АХЛ лиги где је и окончао ту сезону (уз повремено враћање у први тим). Први поен за Ренџерсе у НХЛ-у постигао је 23. марта 2012. у виду асистенције за погодак Брајана Бојла, у утакмици против Буфало Сејберса.
По окончању те сезоне у оквиру договора између Ренџерса и Блу Џакетса прелази у редове екипе из Коламбуса.
Током прве две сезоне у редовима екипе Коламбуса паралелно је наступа како за Блу Џакетсе у НХЛ-у, тако и за њихову филијалу Спрингфилд фалконсе у АХЛ-у.

## Репрезентативна каријера
Ериксон је играо за све млађе узрасне категорије селекције Шведске, а на светском првенству за играче до 18 година 2009. уврштен је у идеалну поставу првенства. Нешто касније исте године освојио је сребрну медаљу на светском првенству за играче до 20 година, да би на истом такмичењу годину дана касније освојио бронзану медаљу. 
Дебитантски наступ за сениорску репрезентацију остварио је на Светском првенству 2011. играном у Словачкој. На том турниру Ериксон је одиграо 9 утакмица, остварио једну асистенцију, а селекција Шведске освојила сребрну медаљу. Следећи наступ за репрезентацију уписао је на СП 2014. играном у Минску где је као стандардни играч дошао до бронзане медаље.